# Vîșnivciîk, Terebovlea
Vîșnivciîk (în ucraineană Вишнівчик) este localitatea de reședință a comunei Vîșnivciîk din raionul Terebovlea, regiunea Ternopil, Ucraina.

## Demografie
Componența lingvistică a localității Vîșnivciîk
     Ucraineană (99,68%)
     Alte limbi (0,32%)
Conform recensământului din 2001, majoritatea populației localității Vîșnivciîk era vorbitoare de ucraineană (99,68%), existând în minoritate și vorbitori de alte limbi.